# Francesco Cozza
Pour les articles homonymes, voir Cozza.

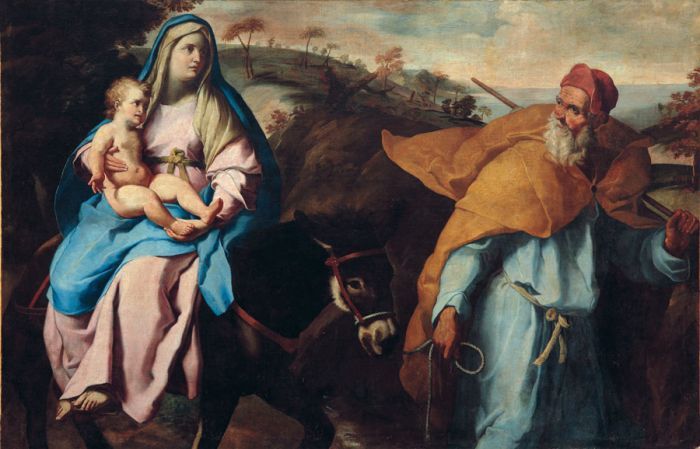
La Fuite en Égypte

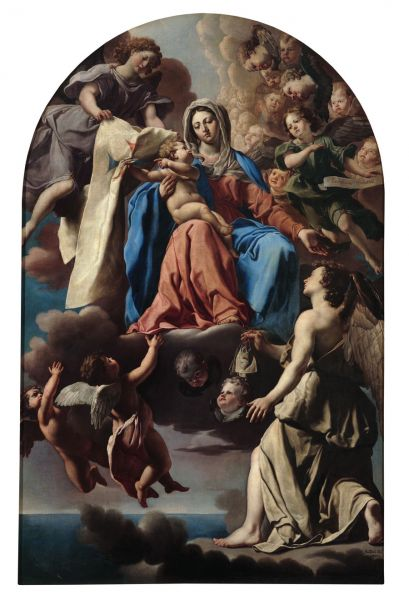
La Madonna del Riscatto.

Francesco Cozza (Stilo, en Calabre, v. 1605 - Rome, 1682) est un peintre italien et graveur baroque de l'école napolitaine spécialiste de fresques.

## Biographie
Francesco Cozza est plus particulièrement connu pour ses fresques de plafond de l'Apothéose de la maison Pamphili, de la bibliothèque du  Palais Pamphilj sur la place Navone à Rome (1667-1673).
Il a peint également les fresques de la Stanza del Fuoco du Palazzo Pamphili à Valmontone (1658-1659), où il a travaillé avec  Pier Francesco Mola, Gaspard Dughet, Mattia Preti, Giovanni Battista Tassi (il Cortonese) et Guglielmo Cortese ; avec Carlo Maratta et Domenico Maria Canuti aux fresques du Palazzo Altieri.
Disciple et collaborateur de  Domenichino, il partit avec lui à Naples.
Ses paysages rappellent le style des Carrache avec leurs petites figures.

## Œuvres
- 1675 : La mort de Cléopâtre, Musée des beaux-arts de Nice.
- Le Massacre des Innocents, Musée des Beaux-arts, Rouen
- La Fuite en Égypte, Couvent Sant'Angelo in Pescheria, Rome.
- San Francesco consolato dall'angelo, Galleria Nazionale du Palazzo Arnone, Cosenza.
- La predica del Battista, Galleria Nazionale di Arte antica, Palazzo Barberini, Rome.
- Portrait de Tommaso Campanella, Collezione Camillo Caetani, Sermoneta.
- La Madonna del Riscatto, Collegio pontificio Nepomuceno, Rome.
- L'Apothéose de la maison Pamphili, fresques de plafond, bibliothèque du  Palais Pamphilj , Rome
- Madonna del Riscatto, Basilique Santa Francesca Romana.
- Urania,
- Sainte Madeleine au désert visitée par les anges, Musée Magnin, Dijon ; le tableau est attribué à F. Cozza.